# مقاطعة كراوفورد (جورجيا)
مقاطعة كراوفورد (بالإنجليزية: Crawford County)‏ هي إحدى المقاطعات في ولاية جورجيا في الولايات المتحدة الأمريكية.